# Maksymilian Siess
Maksymilian Siess, właściwie Süss (ur. 10 sierpnia 1876 w Kudryńcach, zm. 12 października 1954 w Sanoku) – urzędnik skarbowy, działacz społeczny.

## Życiorys
Maksymilian Siess urodził się 10 sierpnia 1876 w Kudryńcach jako syn Mateusza (wzgl. Macieja) i Antoniny z domu Marzilewicz. 
Przez 12 lat i 7 miesięcy służył w C. K. Armii. W okresie zaboru austriackiego w ramach autonomii galicyjskiej wstąpił do c. k. służby cywilnej 28 czerwca 1907. Od 1907 do 1911 był asystentem oficjała w urzędzie podatkowym w Wojniłowie przy starostwie c. k. powiatu kałuskiego). Następnie pracował w urzędzie podatkowym w Rymanowie przy starostwie c. k. powiatu sanockiego, gdzie od 1911 był asystentem oficjała, a od około 1912 pełnił stanowisko oficjała podatkowego. Został zastępcą dyrektora założonego 4 lipca 1918 w Rymanowie i zarejestrowanego 11 stycznia 1919 w Sanoku stowarzyszenia pod nazwą Spółka Hodowców Drobiu.
Po zakończeniu I wojny światowej odzyskaniu przez Polskę niepodległości w okresie II Rzeczypospolitej w latach 20. był urzędnikiem Inspektoratu Skarbowego, w 1924 zarządca podatkowy, na przełomie lat 20./30. pełnił funkcję kierownika (naczelnika) Kasy Skarbowej w Sanoku. Uchwałą Rady Miejskiej w Sanoku z 1924 został uznany przynależnym do gminy Sanok. Pracował jako księgowy w Urzędzie Skarbowym w Sanoku i z tego stanowiska został przeniesiony w stan spoczynku z dniem 29 lutego 1932. Sprawował mandat radnego w Radzie Miejskiej w Sanoku, wybierany w 1924, 1928, 1932, należał do klubu mieszczańskiego. Będąc dyrektorem Składnicy Kółek Rolniczych w Rymanowie w 1929 był członkiem zarządu Komunalnej Kasy Oszczędności powiatu sanockiego z siedzibą w Sanoku. W 1929 został prezesem oddziału Związku Strzeleckiego w Sanoku. W latach 30. był rachmistrzem w zarządzie gminy miasta Sanoka. W 1933 został wybrany członkiem komisji rewizyjnej sanockiego oddziału Polskiego Czerwonego Krzyża.
Tuż po zakończeniu II wojny światowej jako emerytowany urzędnik skarbowy sprawował stanowisko kierownika administracyjnego Szpitala Powiatowego w Sanoku, jednak wobec fatalnych warunków infrastrukturalnych oraz niekorzystnego stanu własnego zdrowia zrezygnował z pełnionej funkcji, pozostając jedynie odpowiedzialnym za księgowość placówki (został zastąpiony przez Arnolda Andrunika, którego sam wskazał jako swojego następcę).

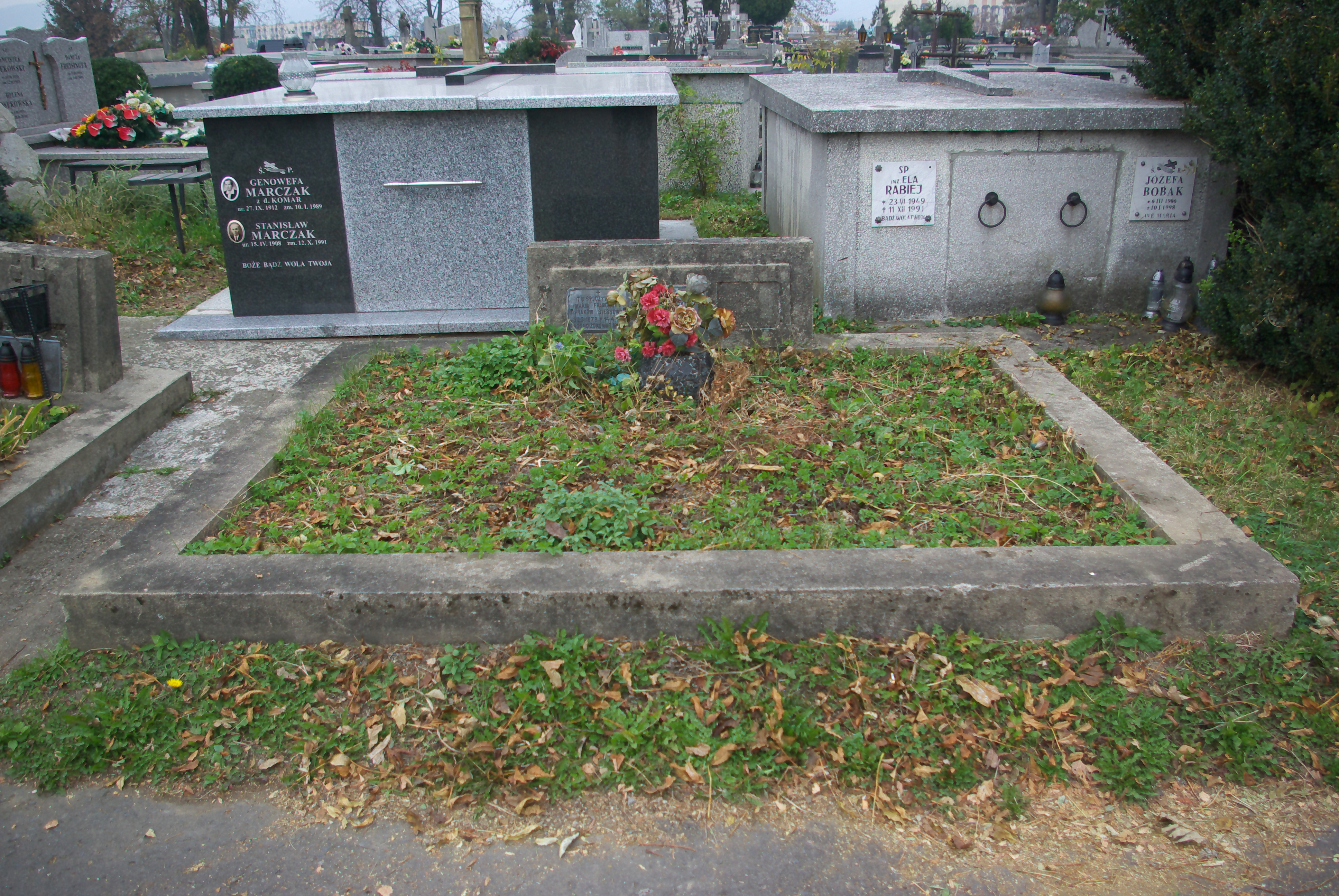
Grobowiec Siessów w Sanoku

Jego żoną była Maria Franciszka Siess z domu Rak (ur. 30 września 1873 w Krakowie, w 1924 emerytowana nauczycielka, zm. 14 kwietnia 1945 w Sanoku). Od 11 października 1945 Maksymilian Siess był żonaty z Emilią z domu Kwiatkowską (ur. 5 listopada 1883 w Stanisławowie, emerytowana nauczycielka, zm. 12 lipca 1946 w Sanoku). Do końca życia zamieszkiwał w Sanoku przy ulicy Dąbrowskiego 24 (obecnie Sobieskiego). Zmarł 12 października 1954 w Sanoku. Został pochowany na cmentarzu przy ul. Jana Matejki w Sanoku 14 października 1954 w miejscu uprzednio zakupionym. W zachowanym obecnie nagrobku Siessów istnieją tabliczki, według których zostały pochowane Maria Siess z domu Rak oraz Emilia Siess, natomiast miejsce po trzeciej tabliczce (najprawdopodobniej Maksymiliana Siessa) pozostaje puste.

## Odznaczenia
polskie
- Srebrny Krzyż Zasługi (1938)[34][35]

austro-węgierskie
- Brązowy Medal Jubileuszowy Pamiątkowy dla Sił Zbrojnych i Żandarmerii (przed 1912)[11][2]
- Krzyż Jubileuszowy dla Cywilnych Funkcjonariuszów Państwowych (przed 1912)[11][2]